# Centromedon pavor
Centromedon pavor is een vlokreeftensoort uit de familie van de Uristidae. De wetenschappelijke naam van de soort is voor het eerst geldig gepubliceerd in 1966 door Barnard.